# Sint-Pieterskerk (Steenvoorde)
De Sint-Pieterskerk (Frans: Église Saint-Pierre) is de parochiekerk van de stad Steenvoorde in het Franse Noorderdepartement.

## Geschiedenis
De kerk heeft een bewogen historie, want zij werd in 1566 het slachtoffer van de Beeldenstorm, brandde af in 1576, werd verwoest door de Fransen in 1644 en werd in laatgotische stijl herbouwd van 1660-1664. De toren is van 1712 en de bakstenen spits werd in 1890-1891 gebouwd. In mei 1940 werd de kerk opnieuw zwaar beschadigd. In 1950 werd ze gerestaureerd.

## Gebouw
Het betreft een driebeukige hallenkerk in laatgotische stijl die 40 meter lang is en 22 meter breed, maar het transept is 32 meter lang. De voorgebouwde toren is 96 meter hoog (waarvan de spits 40 meter hoogte inneemt) en deze werd vroeger ook als wachtpost gebruikt.

## Interieur
Het doopvont is van zwart marmer (1658), er is een graflegging uit de 17e eeuw, een houten Mariabeeld uit de 18e eeuw, een lambrisering in rococostijl en classicistische stijl. Het orgel is van 1921 en werd vervaardigd door de firma Loncke. Het 17e-eeuws beeld van Sint-Eutropia wordt hier vereerd. Er is ook een beeld van Onze-Lieve-Vrouw van Zevenbronnen, naar het voormalig klooster vernoemd.

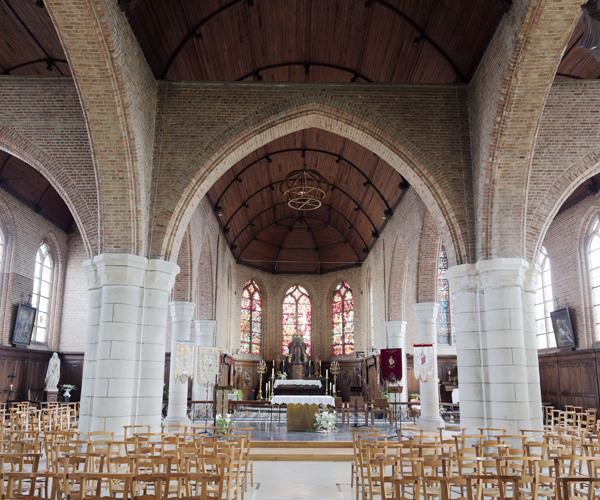
Interieur
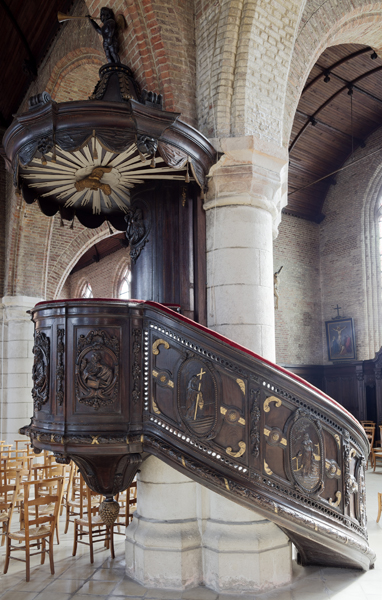
Preekstoel
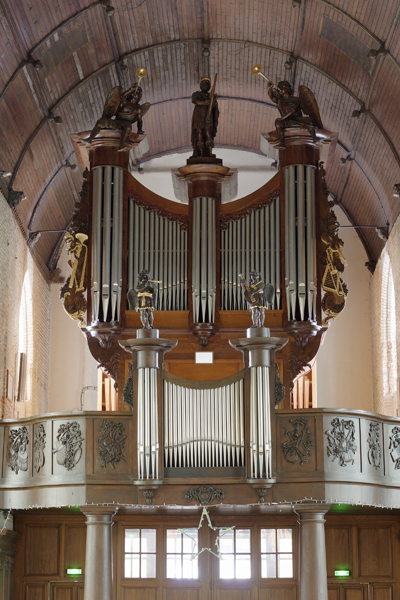
Orgel
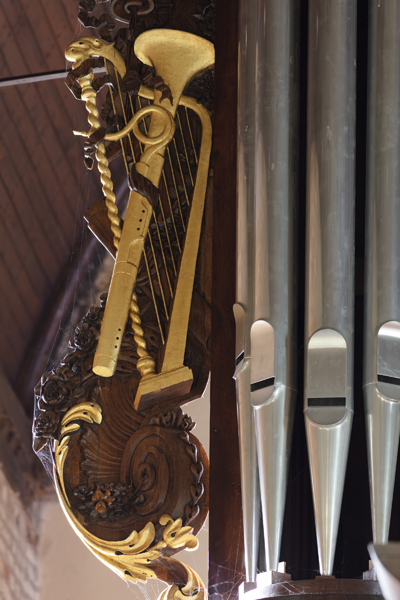
Orgel (detail)
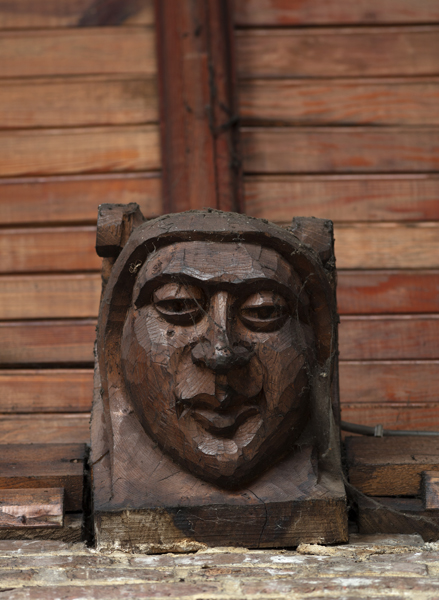
Eindbalk